# Johnathan Thurston

a Compétitions nationales et continentales officielles uniquement.

b Matchs officiels uniquement.
Johnathan Thurston, né le 25 avril 1983 à Brisbane (Queensland), est un joueur de rugby à XIII australien évoluant au poste de demi de mêlée ou de demi d'ouverture. Il fait ses débuts en National Rugby League avec les Canterbury-Bankstown Bulldogs lors de la saison 2002. Après trois saisons aux Bulldoggs et un titre de NRL remporté en 2004, il rejoint les North Queensland Cowboys qu'il n'a plus quitté depuis. Il dispute avec ses derniers une finale de NRL en 2005 et remporte le titre de champion de NRL et le World Club Challenge en 2015. Il prend part également aux State of Origin avec le Queensland depuis 2005, et est également appelé en sélection d'Australie avec laquelle il remporte le titre de champion du monde en 2013. À titre individuel, il est désigné meilleur joueur du monde en 2011, 2013 et 2015, et est élu meilleur joueur de la NRL (Dally M Medal) en 2005, 2007, 2014 et 2015. D'origine aborigène, il use de sa notoriété pour aider sa communauté.

## Biographie

### Enfance
D'origine aborigène, Johnathan Thurston est né à Brisbane dans le Queensland et joue au rugby à XIII dès son plus jeune âge. Il déménage dans sa jeunesse à Toowoomba, toujours dans le Queensland, et poursuit son apprentissage. Longtemps sa modeste taille est un handicap pour intégrer un club de National Rugby League, ces derniers ne misant rien sur lui. Son agent, Sam Ayoub, finit malgré tout à convaincre les Canterbury-Bankstown Bulldogs de le recruter.

### Des débuts compliqués aux Bulldogs
Thurston fait ses débuts en NRL lors de la saison 2002. Toutefois, il effectue peu d'apparitions, en raison de la concurrence à son poste (Brent Sherwin et Braith Anasta) et des préjugés sur la faculté à être compétitif. Il effectue trois saisons aux Bulldogs y disputant vingt-neuf matchs au total. Son dernier match est la finale de la NRL 2004. Non prévu pour la finale, il hérite du numéro 18, mais l'absence de Steve Price au dernier moment lui permet de disputer la finale et de remporter le titre de la NRL.

### La révélation aux Cowboys du North Queensland
Il rejoint à partir de la saison 2005 les North Queensland Cowboys. Ce retour dans son état natal se révèle gagnant et constitue un tournant majeur dans sa carrière. Titulaire d'entrée, il réalise de bonnes performances lui permettant d'être retenu pour le State of Origin. Il devient la grande révélation de la saison en NRL, permettant aux Cowboys d'atteindre la finale de la NRL (perdue contre les Wests Tigers 16-30) et en s'adjugeant le titre de meilleur joueur de la NRL.
Lors de la saison 2006, Thurston confirme sa saison précédente, permet au Queensland de remporter le State of Origin. Toutefois, avec les Cowboys, il rate la qualification à la phase finale. En fin d'année, il est sélectionné dans l'équipe d'Australie dans l'optique du Tri-Nations. Titulaire, il dispute trois des quatre matchs du premier tour pour trois victoires, l'unique défaite intervient dans le seul match auquel il ne prend pas part. Il y est le botteur désigné. En finale, l'Australie affronte la Nouvelle-Zélande. Alors que le score est de 12-12, l'Australie remporte le match 16-12, Thurston devient alors incontournable en sélection.
Lors de sa troisième saison aux North Queensland Cowboys, il est désigné capitaine de l'équipe à la suite du départ de Travis Norton. Vainqueur de l'ANZAC Test contre la Nouvelle-Zélande, homme du match lors du premier match du State of Origin remporté par le Queensland, il emmène les Cowboys de nouveau en phase finale. Troisième de la saison régulière, les Cowboys ratent la dernière marche vers la finale en s'inclinant 6-28 contre Manly Sea Eagles. Cela n'enlève rien aux performances individuelles de Thurston qui est désigné pour la seconde fois de sa carrière meilleur joueur de NRL. Une fois la saison terminée, il décide de se faire une opération chirurgicale sur les ligaments.
En 2008, la saison des Cowboys démarre par trois victoires, Johnathan Thurston est élu meilleur joueur du State of Origin, toutefois les Cowboys effectuent une saison loin de leurs attentes en alignant quinze défaites d'affilée et mettant un terme à tout objectif de qualification en phase finale. Il espère oublier cette saison en étant sélectionné pour disputer la Coupe du monde 2008. Lors du premier match contre la Nouvelle-Zélande, il est l'un des artisans de la victoire 30-6 en y étant nommé joueur du match. Suivent une victoire contre la Papouasie-Nouvelle-Guinée 46-6 et contre les Fidji 52-0 avec trois essais. En finale, l'Australie retrouve la Nouvelle-Zélande mais cette dernière réussit une grande performance privant l'Australie d'un sacre attendu à domicile (20-34).
Lors de la saison 2009, Johnathan Thurston continue de briller sous le maillot du Queensland pour une nouvelle série de victoires et est tout proche de remporter un troisième titre de meilleur joueur de la NRL (seulement devancé par Jarryd Hayne). Toutefois, ses performances individuelles ne permettant pas aux Cowboys de disputer la phase finale. En fin de saison, il participe au Tournoi des Quatre nations. Bien que l'Australie est tenue en échec par la Nouvelle-Zélande (20-20) en phase de poule, l'Australie remporte le Tournoi en disposant de l'Angleterre 46-16 au cours de laquelle Thurston est désigné homme du match.
Lors de la saison 2010, il dispute le match inaugural des All Stars de la NRL du côté de la sélection des aborigènes pour une victoire 16-12. Au côté de Darren Lockyer, il ajoute une nouvelle victoire au State of Origin. Avec les Cowboys, il ne parvient toujours pas à se qualifier pour la phase finale, ce qui constitue un contraste avec ses performances au State of Origin et en équipe d'Australie. Blessé à la cheville en fin de saison, il n'est pas appelé à disputer le Tournoi des Quatre nations.
Au cours de la saison 2011, il est tout proche d'une rupture du ligament croisé avant que les équipes médicales se ravisent de leurs diagnostics. Il dispute malgré tout cette saison le State of Origin (21 matchs d'affilée au State of Origin, battant le record de 19 matchs de Cameron Smith) pour une nouvelle victoire. Avec les Cowboys, Thurston joue enfin de nouveau la phase finale mais le club est éliminé dès le premier tour par Manly 8-42. Il prend part en fin de saison au Tournoi des Quatre nations, toujours en tant que titulaire indiscutable. Il y remporte tous les matchs, y est élu à deux reprises homme du match dont la finale contre l'Angleterre.
Il commence la saison 2012 en étant homme du match de l'ANZAC Test. Il remporte de nouveau le State of Origin. Avec les Cowboys, il prend part à la phase finale de la NRL mais voit de nouveau sa route barrée par Manly. Il réédite la même performance en 2013 dans un match controversé contre les Cronulla Sharks.
En fin de saison, il participe à sa deuxième Coupe du monde et prend sa revanche sur la Nouvelle-Zélande en remportant le titre de champion du monde. Il bat au passage le record de points marqués en sélection d'Australie détenu alors par Mick Cronin.

## Palmarès
- Collectif :
  - Vainqueur de la Coupe du monde : 2013 (Australie).
  - Vainqueur du Tournoi des Quatre Nations : 2006, 2009, 2011  et 2016 (Australie).
  - Vainqueur du State of Origin : 2006, 2007, 2008, 2009, 2010, 2011, 2012, 2013, 2015, 2016 et 2017 (Queensland).
  - Vainqueur du World Club Challenge : 2015 (Cowboys du North Queensland).
  - Vainqueur de la National Rugby League : 2004 (Bulldogs de Canterbury-Bankstown) et 2015 (Cowboys du North Queensland).
  - Finaliste de la Coupe du monde : 2008 (Australie).
  - Finaliste de la National Rugby League : 2005 (Cowboys du North Queensland).
- Individuel :
  - Élu Golden Boot  : 2011, 2013 et 2015.
  - Élu meilleur joueur de la National Rugby League : 2005, 2007, 2014 & 2015 (Cowboys du North Queensland)
  - Élu meilleur demi d'ouverture du monde : 2012 (Cowboys du North Queensland & Australie).
  - Élu meilleur joueur du monde : 2011, 2013 & 2015 (Cowboys du North Queensland & Australie).
  - Meilleur joueur du State of Origin : 2008 (Queensland).
  - Meilleur marqueur de points de la Coupe du monde : 2008 (Australie).

### En sélection

#### Coupe du monde
| Édition         | Rang      | Résultats pays | Résultats Thurston | Matchs Thurston |
| --------------- | --------- | -------------- | ------------------ | --------------- |
| Australie 2008  | Finaliste | 4 v, 0 n, 1 d  | 3 v, 0 n, 1 d      | 4/5             |
| Angleterre 2013 | Champion  | 6 v, 0 n, 0 d  | 5 v, 0 n, 0 d      | 5/6             |

Légende : v = victoire ; n = match nul ; d = défaite.

#### Quatre Nations
| Édition             | Rang      | Résultats pays | Résultats Thurston | Matchs Thurston |
| ------------------- | --------- | -------------- | ------------------ | --------------- |
| Tri-Nations 2006    | Vainqueur | 4 v, 0 n, 1 d  | 4 v, 0 n, 0 d      | 4/5             |
| Quatre Nations 2009 | Vainqueur | 3 v, 1 n, 0 d  | 3 v, 1 n, 0 d      | 4/4             |
| Quatre Nations 2011 | Vainqueur | 4 v, 0 n, 0 d  | 4 v, 0 n, 0 d      | 4/4             |

Légende : v = victoire ; n = match nul ; d = défaite.

### En sélection représentatives
| Année | Compétition     | Rang      | Résultats Sélection | Résultats Thurston | Matchs Thurston |
| ----- | --------------- | --------- | ------------------- | ------------------ | --------------- |
| 2005  | State of Origin | Perdant   | 1 v, 0 n, 2 d       | 1 v, 0 n, 2 d      | 3/3             |
| 2006  | State of Origin | Vainqueur | 2 v, 0 n, 1 d       | 2 v, 0 n, 1 d      | 3/3             |
| 2007  | State of Origin | Vainqueur | 2 v, 0 n, 1 d       | 2 v, 0 n, 1 d      | 3/3             |
| 2008  | State of Origin | Vainqueur | 2 v, 0 n, 1 d       | 2 v, 0 n, 1 d      | 3/3             |
| 2009  | State of Origin | Vainqueur | 2 v, 0 n, 1 d       | 2 v, 0 n, 1 d      | 3/3             |
| 2010  | State of Origin | Vainqueur | 3 v, 0 n, 0 d       | 3 v, 0 n, 0 d      | 3/3             |
| 2011  | State of Origin | Vainqueur | 2 v, 0 n, 1 d       | 2 v, 0 n, 1 d      | 3/3             |
| 2012  | State of Origin | Vainqueur | 2 v, 0 n, 1 d       | 2 v, 0 n, 1 d      | 3/3             |
| 2013  | State of Origin | Vainqueur | 2 v, 0 n, 1 d       | 2 v, 0 n, 1 d      | 3/3             |
| 2014  | State of Origin | Perdant   | 1 v, 0 n, 2 d       | 1 v, 0 n, 2 d      | 3/3             |
| 2015  | State of Origin | Vainqueur | 2 v, 0 n, 1 d       | 2 v, 0 n, 1 d      | 3/3             |
| 2016  | State of Origin | Vainqueur | 2 v, 0 n, 1 d       | 2 v, 0 n, 1 d      | 3/3             |
| 2017  | State of Origin | Vainqueur | 2 v, 0 n, 1 d       | 1 v, 0 n, 0 d      | 1/3             |

### Statistiques
| Saison | Club                          | Compétition           | Matchs | Points | Essais | Goals | Drops |
| ------ | ----------------------------- | --------------------- | ------ | ------ | ------ | ----- | ----- |
| 2002   | Canterbury-Bankstown Bulldogs | National Rugby League | 7      | 8      | 2      | -     | -     |
| 2003   | Canterbury-Bankstown Bulldogs | National Rugby League | 15     | 16     | 4      | -     | -     |
| 2004   | Canterbury-Bankstown Bulldogs | National Rugby League | 7      | 16     | 4      | -     | -     |
| 2005   | North Queensland Cowboys      | National Rugby League | 26     | 78     | 5      | 28    | 2     |
| 2006   | North Queensland Cowboys      | National Rugby League | 17     | 142    | 11     | 49    | -     |
| 2007   | North Queensland Cowboys      | National Rugby League | 25     | 196    | 10     | 78    | -     |
| 2008   | North Queensland Cowboys      | National Rugby League | 17     | 94     | 4      | 39    | -     |
| 2009   | North Queensland Cowboys      | National Rugby League | 23     | 202    | 11     | 79    | -     |
| 2010   | North Queensland Cowboys      | National Rugby League | 17     | 95     | 2      | 43    | 1     |
| 2011   | North Queensland Cowboys      | National Rugby League | 19     | 162    | 10     | 61    | -     |
| 2012   | North Queensland Cowboys      | National Rugby League | 24     | 192    | 3      | 90    | -     |
| 2013   | North Queensland Cowboys      | National Rugby League | 22     | 151    | 2      | 71    | 1     |
| 2014   | North Queensland Cowboys      | National Rugby League | 24     | 234    | 11     | 93    | 4     |
| 2015   | North Queensland Cowboys      | National Rugby League | 25     | 208    | 4      | 93    | 6     |
| 2016   | North Queensland Cowboys      | National Rugby League | 24     | 201    | 2      | 96    | 1     |
| 2017   | North Queensland Cowboys      | National Rugby League | 7      | 61     | 2      | 26    | 1     |
| 2018   | North Queensland Cowboys      | National Rugby League | 24     | 166    | 3      | 77    | 0     |